# ハリソン・フォード
ハリソン・フォード（Harrison Ford, 1942年7月13日 - ）は、アメリカ合衆国出身の俳優。
映画『スター・ウォーズ』シリーズ、『ブレードランナー』シリーズ、『ジャック・ライアン』シリーズなどの関連作品出演で知られ、特に代表作『インディ・ジョーンズ』シリーズでは、長きに渡り主演を務めた。1981年・2016年にサターン賞を受賞している。

## 経歴

### 映画デビュー
ウィスコンシン州のリポン・カレッジで哲学と英文学を専攻したが、修士学位の授与が無いことを理由に中退。以後、役者を目指しウィリアムズ・ベイの夏期巡業に参加。地元劇団での活動を経て、本格的に俳優として活動するためロサンゼルスに移住する。
移住したロスで、コロンビア ピクチャーズの重役に認められ、同社所属の俳優として契約を結び、1966年に『現金作戦』で映画デビュー。しかし、上層部から「ハリウッドでは成功できない」といわれるなど評価はぞんざいであり、その後は、大作映画やテレビドラマで脇役やゲスト出演を続けるも、充分な作品に恵まれない状況や映画俳優としてのあり方に疑問を抱き、契約終了後は独学で技術を学び、大工に転職する。家のリフォームや家具作りをしながら生計をたてる一方で、俳優として活躍するチャンスを模索した。
その後、大工仕事を通じて知りあった映画プロデューサー、フレッド・ルースの紹介を受け、映画『アメリカン・グラフィティ』に出演。自身の役柄に対して様々なアイディアを出すなど積極的な姿勢が評価され、監督であるジョージ・ルーカスの信頼を得ると共に、この映画のプロデューサーでもあったフランシス・フォード・コッポラにも注目され、続けて『カンバセーション…盗聴…』に出演。その後はアメリカン・ゾエトロープ（コッポラのスタジオ）で裏方として働きながら、コッポラやルーカスなどと親交を結んだ。

### 人気スターへ
1977年にはフレッド・ルースの紹介で『スター・ウォーズ』のオーディションを受け、参加時の不安な心境と男らしい雰囲気が決め手となり、ハン・ソロ役に抜擢され、同映画の爆発的ヒットに伴い、一躍世界的人気スターとなった。同役は映画史におけるアイコニックなキャラクターの一人となる。1983年まで続いた『スター・ウォーズ』旧3部作のハン・ソロ役を演じる一方、『ナバロンの嵐』や『ハノーバー・ストリート 哀愁の街かど』など数々の話題作に出演し、俳優としての活動に弾みをつける。
1981年にはジョージ・ルーカスの製作でスティーヴン・スピルバーグが監督した『レイダース/失われたアーク《聖櫃》』で主役のインディ・ジョーンズを演じた。同作も『スター・ウォーズ』同様に大ヒットを記録し、後にシリーズ化された。
アメリカ映画界の二大ヒーロー役を手にし、アクションスターとして活躍する一方、1985年には『刑事ジョン・ブック 目撃者』で正義感溢れるタフな刑事役を主演し、アーミッシュの文化に戸惑いながらも、犯罪を目撃した母子と心を通わせる人間味豊かな演技が評判を呼び、その年のアカデミー主演男優賞にノミネートされ、演技力も高く評価された。
その後は、ロマン・ポランスキー、アラン・J・パクラ、マイク・ニコルズなどアメリカ映画界を代表する監督の作品に相次いで出演。『ワーキング・ガール』では、ヒロインと恋仲になる重役を軽妙なタッチで演じ、『心の旅』では記憶喪失となりながらも、暖かい人間性を取り戻していく辣腕弁護士を演じるなど、ロマンチック・コメディからサスペンスまで幅広いジャンルの映画に出演して俳優としての幅を広げた。
1992年にはベストセラー作家、トム・クランシー原作の映画『パトリオット・ゲーム』で、人気キャラクターのジャック・ライアンを演じ、大ヒットを記録。その成功を受けて製作された続編『今そこにある危機』にも同役で主演し、三度目の当り役となった。1993年には往年のテレビドラマをリメイクした映画『逃亡者』で主人公リチャード・キンブルを演じて興行的に大きな成功を収め、ゴールデングローブ賞にノミネートされるなど、ハリウッドのマネーメイキングスターとしての地位を確固たる物とした。

### 2000年代の活躍
2000年代もマイペースに俳優業を続け、2008年に4度目となるインディ・ジョーンズ役を演じた『インディ・ジョーンズ/クリスタル・スカルの王国』では60代ながらも果敢にアクションに挑戦した他、2010年に公開された『小さな命が呼ぶとき』では俳優として出演するだけでなく、2度目となる製作総指揮を担当している。
2015年3月、自らが操縦する小型機PT-22が墜落し負傷するが、4ヶ月後に元気な姿を見せた。
2015年12月公開の『スター・ウォーズ/フォースの覚醒』には30年以上ぶりにハン・ソロ役として出演した。
2017年10月公開の『ブレードランナー2049』では35年ぶりに再びリック・デッカード役として出演した。
2019年6月公開の『ペット2』ではキャリア初となるアニメーション作品への声の出演を務めた。12月公開の『スター・ウォーズ/スカイウォーカーの夜明け』では再びハン・ソロ役を演じている。
2023年5月、第76回カンヌ国際映画祭において名誉パルム・ドールが授与された。
同年6月、シリーズ5作目となる新作『インディ・ジョーンズと運命のダイヤル』が公開され、同作でシリーズを卒業する。なお、同作公開時のインタビューでは「私は仕事がないとうまくいきません」と語り、俳優業から引退する考えはないと明かしていた。
しかし、2025年には一転して「もっと飛行機に乗って過ごしたい。家で家族と過ごす時間も増やしたい。映画以外にも人生にはやりたいことがある。」として、同年2月に公開された『キャプテン・アメリカ:ブレイブ・ニュー・ワールド』のサディアス・“サンダーボルト”・ロス / レッドハルク（2代目）役を以て、ハリウッドから完全引退することを表明した。

## エピソード

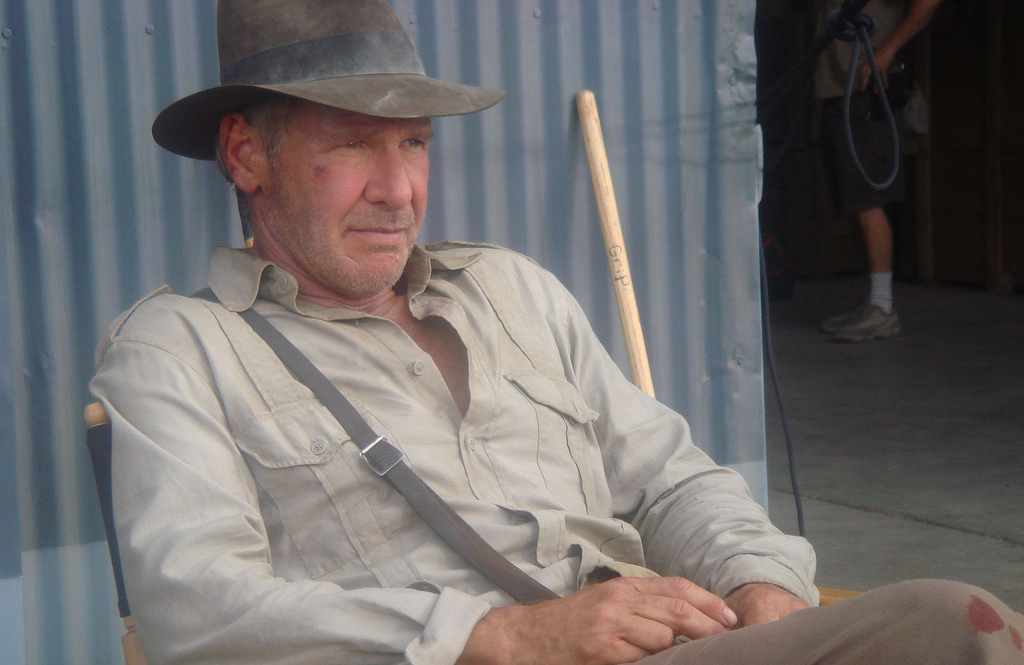
出世作『インディ・ジョーンズ』シリーズより (2007年)

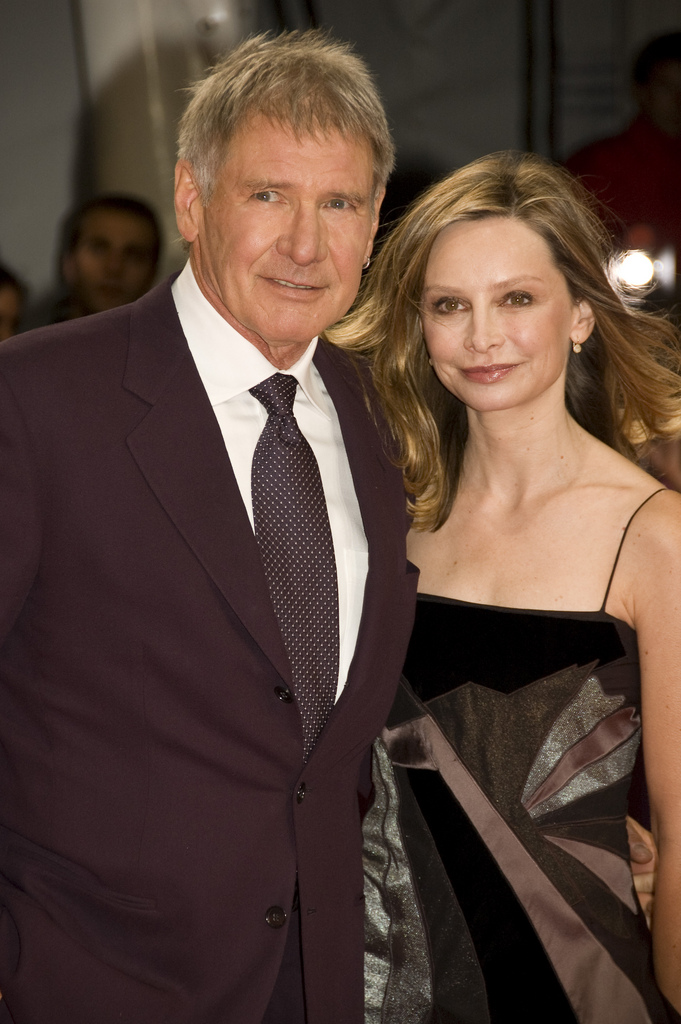
後妻キャリスタ・フロックハート (2009年)

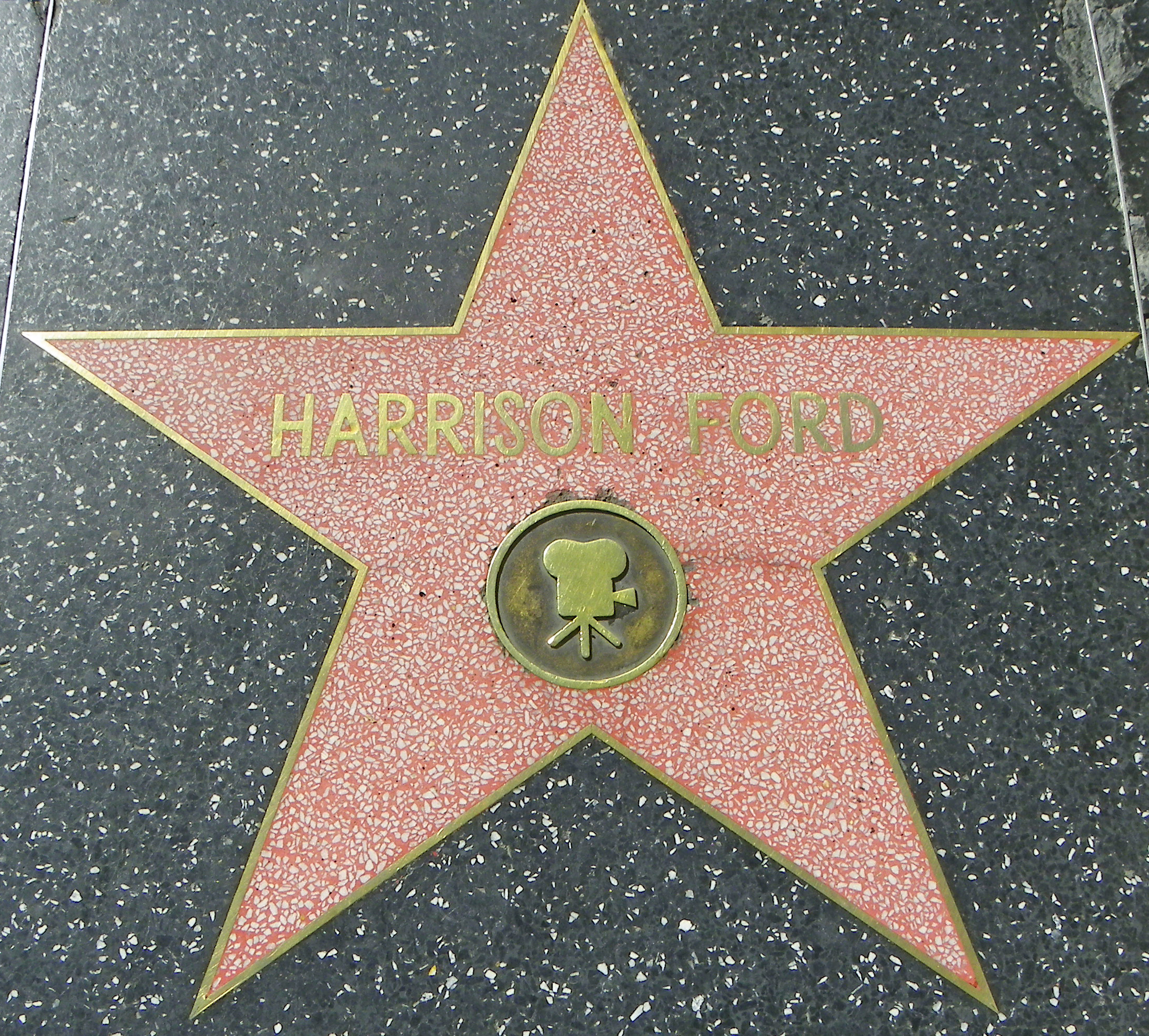

- アメリカのABCのトーク番組「ジミー・キンメル・ライブ!」への映画宣伝を兼ねた出演が2度（それぞれ『カウボーイ & エイリアン』と『42』）あったが、「チューバッカにレイア姫を寝取られて不愉快なハン・ソロ」という設定でのミニコントを2度とも演じた。また、『スター・ウォーズ/フォースの覚醒』公開前には「飛び降り自殺しようとするチューバッカを説得する」というシチュエーションコントを同番組内で演じた[12]。同番組には『野生の呼び声』等、映画の宣伝等でたびたび出演している。
- 同じく、アメリカのTBSのトーク番組「コナン」に『スター・ウォーズ/フォースの覚醒』を兼ねてJ・J・エイブラムスと共に出演した際は番組のプロデューサーであるジョーダン・シュランスキーが作ったとされるレゴのミレニアム・ファルコンを誤って壊すというコントを同番組内で演じて話題を呼んだ[13]。同じく、同番組には映画の宣伝等でたびたび出演しており、『インディ・ジョーンズと運命のダイヤル』の宣伝で出演した際は、当時のコントを振り返って話していた[14]。
- 1977年公開の映画「スター・ウォーズ」第1作でレイア姫を演じた女優キャリー・フィッシャーは、レイア姫の恋人ハン・ソロ役のハリソンと1976年の撮影中から約3カ月間実生活でも恋愛関係にあったことを、2016年11月17日号の米誌ピープルのインタビューの中で告白した。当時キャリーは19歳、ハリソンは33歳で2人の子どもを持つ既婚者であった。なおキャリーは、そのインタビュー直後の2016年12月27日に亡くなっており、ハリソンも追悼コメントを発表した[15]。
- 映画のプロモーションを積極的に行うことで知られ、日本には1978年の『スター・ウォーズ』で初来日以降、2017年の『ブレードランナー2049』まで、映画PRで計10回来日している。また2023年の『インディ・ジョーンズと運命のダイヤル』公開時には日本へ向けたサプライズのビデオメッセージを送っており、同ビデオ内では日本で自身の吹き替えを長年にわたり務めた村井國夫に対して感謝の言葉を寄せた[16][17][18][19][20][21][22]（詳細は後述）。
- 無名時代はハリウッド界隈でも腕の良い大工として知られ、ジェームズ・コバーンをはじめ、多くのハリウッドスターを顧客に持っていた。仕事を始めてまもないころに知人の紹介でセルジオ・メンデスのスタジオの改築を手がけた際は、大工となって日が浅いにもかかわらず、手慣れた手腕で取り組み、その見事な仕上がりにメンデス自身から驚きと称賛を得たほどである。本人も大工仕事には愛着を持っており、俳優として成功の後も時折、自宅の家具作りやリフォームを自らの手で行なっている。
- 1968年頃、友人の写真家ポール・フェラーラのアシスタントとしてドアーズのツアーに帯同しており、そのときの映像も残されている。
- ワイオミング州ジャクソンホールに800エーカー（3.2km2）の農場を所有し、気に入った映画の脚本がない場合は、同地でのんびりと過ごすというライフスタイルを貫いている。また、飛行機とヘリコプターのライセンスを持ち、過去にヘリコプターや飛行機で人命救助を行い、『インディ・ジョーンズ』ばりの私生活と話題になったほか、自ら飛行機を操縦して来日したことがある。2015年には操縦していた小型機が墜落し、自身も負傷したことがある[23]。また、車で走行中に人命救助をおこなったこともある。2017年11月19日朝、カリフォルニア州サンタポーラの高速道路で前を走行中だった女性が車の操作を誤り、道路から土手へと車ごと転落した際、他のドライバーたちとともに女性を救助。女性は救急車で運ばれたが、軽傷ですんだという。
- プライベートはほとんど明かさないことで知られている[3]。
- 2001年には『ギネスブック』で最も裕福な俳優と記されたほか、2003年にはハリウッド・ウォーク・オブ・フェームに選ばれている。
- 私生活では、1964年にメアリー・マーカットと結婚、2人の子供をもうけたが1979年に離婚。1983年に脚本家であるメリッサ・マシスンと再婚し、息子と娘をもうけたが2004年に二度目の離婚[24]。その後は女優のキャリスタ・フロックハートと2010年6月15日、映画の撮影で滞在していたニューメキシコ州サンタフェで挙式した[25][26]。
- 『ファイヤーウォール』や『インディ・ジョーンズ/クリスタル・スカルの王国』では撮影当時60代ながらほとんどスタントマン、スタントダブルを使わずに演じたという。
- 息子のベンジャミン・フォードはロサンゼルスで2006年からレストランを経営し、シェフも務めて好評を博している。ハリソンもプライベートで訪れている。
- 環境活動を広める「コンサベーション-インターナショナル」にて何十年にも渡る活動と副委員長を務めた貢献を讃え、新たに発見されたアリには“Pheidole harrisonfordi“、また同じくクモには“Calponia harrisonfordi”という学名が献上されている。さらに2023年には、2022年にアンデス山脈で発見された新種のヘビについて“Tachymenoides harrisonfordi”と命名された。なお同氏の当たり役の一つであるインディ・ジョーンズは大のヘビ嫌いという設定である。

## フィルモグラフィ
※役名の太字表記は主演。

### 映画
| 年   | 題名                                                                                              | 役名                                              | 備考                                                                                                | 吹替 |
| ---- | ------------------------------------------------------------------------------------------------- | ------------------------------------------------- | --------------------------------------------------------------------------------------------------- | --- |
| 1966 | 現金作戦 Dead Heat on a Merry-Go-Round                                                            | ベルボーイ                                        | ノンクレジット                                                                                      | |
| 1967 | Luv                                                                                               | ヒッピー                                          | ノンクレジット                                                                                      | N/A |
| 1967 | 大いなる砲火 A Time for Killing                                                                   | シェーファー中尉                                  | ハリソン・J・フォード名義                                                                           | |
| 1968 | テキサスの七人 Journey to Shiloh                                                                  | ウィリー・ビル・ベアデン                          | | 田中亮一 |
| 1970 | 砂丘 Zabriskie Point                                                                              | 空港職員                                          | ノンクレジット                                                                                      | |
| 1970 | Getting Straight                                                                                  | ジェイク                                          | | N/A |
| 1970 | 荒野の侵略者 The Intruders                                                                        | カール                                            | テレビ映画                                                                                          | |
| 1973 | アメリカン・グラフィティ American Graffiti                                                        | ボブ・ファルファ                                  | | 石丸博也（フジテレビ版） 仲木隆司（テレビ朝日版） 千葉繁（TBS版） 内田直哉（ソフト版）                                                                            |
| 1974 | カンバセーション…盗聴… The Conversation                                                           | マーティン・ステット                              | 不明（日本テレビ版） 麦人（テレビ朝日版）                                                           | |
| 1974 | Judgement: The Court Martial of Lt William Calley                                                 | フランク・クラウダー                              | テレビ映画                                                                                          | N/A |
| 1976 | Dynasty                                                                                           | マーク・ブラックウッド                            | テレビ映画                                                                                          | N/A |
| 1977 | ブルー・ファイア The Possessed                                                                    | ポール・ウィンジャム                              | テレビ映画                                                                                          | 鹿島信哉 |
| 1977 | スター・ウォーズ Star Wars Episode IV: A New Hope                                                 | ハン・ソロ                                        | サターン主演男優賞ノミネート                                                                        | 羽佐間道夫（レコード版） 森本レオ（劇場公開版） 松崎しげる（日本テレビ1983年版） 村井國夫（日本テレビ1985年版） 磯部勉（ソフト版） 堀内賢雄（日本テレビ2002年版） |
| 1977 | 幸福の旅路 Heroes                                                                                 | ケン・ボイド                                      | | 伊武雅之（TBS版） |
| 1978 | ナバロンの嵐 Force 10 from Navarone                                                               | バーンズビー中佐                                  | 小杉十郎太（ソフト版） 小川真司（フジテレビ版） 堀勝之祐（テレビ朝日版） 津嘉山正種（テレビ東京版） | |
| 1978 | スター・ウォーズ ホリデー・スペシャル The Star Wars Holiday Special                               | ハン・ソロ                                        | テレビ映画                                                                                          | |
| 1979 | 地獄の黙示録 Apocalypse Now                                                                       | ルーカス大佐                                      | | 家弓家正（日本テレビ版） 谷口節（テレビ朝日版） 大川透（特別完全版）                                                                                              |
| 1979 | ハノーバー・ストリート 哀愁の街かど Hanover Street                                                | デイビッド・ハロラン                              | 堀勝之祐（テレビ朝日版）                                                                            | |
| 1979 | フリスコ・キッド The Frisco Kid                                                                   | トミー・リラード                                  | 日本劇場未公開                                                                                      | |
| 1979 | アメリカン・グラフィティ2 More American Graffiti                                                  | ボブ・ファルファ                                  | カメオ出演                                                                                          | 不明 |
| 1980 | スター・ウォーズ 帝国の逆襲 Star Wars Episode V: The Empire Strikes Back                          | ハン・ソロ                                        | | 森本レオ（劇場公開版） 村井國夫（日本テレビ版） 山寺宏一（テレビ朝日版） 磯部勉（ソフト版）                                                                       |
| 1981 | レイダース/失われたアーク《聖櫃》 Raiders of the Lost Ark                                         | インディアナ・ジョーンズ                          | サターン主演男優賞受賞                                                                              | 村井国夫（日本テレビ版、ソフト版1） 内田直哉（ソフト版2） |
| 1982 | ブレードランナー Blade Runner                                                                     | リック・デッカード                                | | 堀勝之祐（TBS版） 磯部勉（ザ・シネマ版） |
| 1983 | スター・ウォーズ ジェダイの帰還 Star Wars Episode VI: Return of the Jedi                          | ハン・ソロ                                        | 村井国夫（日本テレビ版） 磯部勉（ソフト版）                                                         | |
| 1984 | インディ・ジョーンズ/魔宮の伝説 Indiana Jones and the Temple of Doom                              | インディアナ・ジョーンズ                          | サターン主演男優賞ノミネート                                                                        | 村井国夫（日本テレビ版、ソフト版1） 磯部勉（テレビ朝日版） 内田直哉（ソフト版2）                                                                                  |
| 1985 | 刑事ジョン・ブック 目撃者 Witness                                                                 | ジョン・ブック                                    | アカデミー主演男優賞ノミネート ゴールデングローブ主演男優賞ノミネート                               | 岡本富士太（フジテレビ版） 磯部勉（テレビ朝日版） |
| 1986 | モスキート・コースト The Mosquito Coast                                                           | アリー・フォックス                                | ゴールデングローブ主演男優賞ノミネート                                                              | |
| 1988 | フランティック Frantic                                                                            | リチャード・ウォーカー医師                        | | 有川博（ソフト版） 津嘉山正種（TBS版） 磯部勉（テレビ朝日版） 仲村秀生（機内上映版）                                                                              |
| 1988 | ワーキング・ガール Working Girl                                                                   | ジャック・トレイナー                              | 堀勝之祐（ソフト版） 磯部勉（テレビ朝日版）                                                         | |
| 1989 | インディ・ジョーンズ/最後の聖戦 Indiana Jones and the Last Crusade                                | インディアナ・ジョーンズ                          | サターン主演男優賞ノミネート                                                                        | 村井国夫（ソフト版1、日本テレビ版） 玄田哲章（フジテレビ版） 磯部勉（テレビ朝日版） 内田直哉（ソフト版2）                                                         |
| 1990 | 推定無罪 Presumed Innocent                                                                        | ラスティ・サビッチ                                | | 津嘉山正種（ソフト版） 磯部勉（テレビ朝日版） |
| 1991 | 心の旅 Regarding Henry                                                                            | ヘンリー・ターナー                                | 堀勝之祐（ソフト版） 羽佐間道夫（フジテレビ版）                                                     | |
| 1992 | パトリオット・ゲーム Patriot Games                                                                | ジャック・ライアン                                | 菅生隆之（ソフト版） 羽佐間道夫（フジテレビ版） 磯部勉（テレビ朝日版）                              | |
| 1993 | 逃亡者 The Fugitive                                                                               | リチャード・キンブル医師                          | ゴールデングローブ主演男優賞ノミネート                                                              | 磯部勉（ソフト版、テレビ朝日版） 小川真司（機内上映版1） 大塚明夫（機内上映版2）                                                                                  |
| 1994 | 今そこにある危機 Clear and Present Danger                                                         | ジャック・ライアン                                | | 菅生隆之（ソフト版） 磯部勉（テレビ朝日版） |
| 1995 | サブリナ Sabrina                                                                                  | ライナス・ララビー                                | ゴールデングローブ主演男優賞ノミネート                                                              | 菅生隆之 |
| 1997 | デビル The Devil's Own                                                                            | トム・オミーラ                                    | | 磯部勉（ソフト版、テレビ朝日版） 村井国夫（日本テレビ版） |
| 1997 | エアフォース・ワン Air Force One                                                                  | ジェイムズ・マーシャル大統領                      | 村井国夫（ソフト版、日本テレビ版）                                                                  | |
| 1998 | 6デイズ/7ナイツ Six Days Seven Nights                                                             | クイン・ハリス                                    | 磯部勉（ソフト版） 羽佐間道夫（フジテレビ版） 村井国夫（日本テレビ版）                              | |
| 1999 | ランダム・ハーツ Random Hearts                                                                    | ダッチ・ヴァン・デン・ブロック                    | 磯部勉（ソフト版） 村井国夫（日本テレビ版）                                                         | |
| 2000 | ホワット・ライズ・ビニース What Lies Beneath                                                      | ノーマン・スペンサー博士                          | 磯部勉                                                                                              | |
| 2002 | K-19 K-19: The Widowmaker                                                                         | アレクセイ・ボストリコフ艦長                      | 兼製作総指揮                                                                                        | 磯部勉（ソフト版） 村井国夫（テレビ東京版） |
| 2003 | ハリウッド的殺人事件 Hollywood Homicide                                                           | ジョー・ギャビラン刑事                            | | 磯部勉 |
| 2004 | Water To Wine                                                                                     | バス運転手                                        | 短編映画                                                                                            | N/A |
| 2006 | ファイヤーウォール Firewall                                                                       | ジャック・スタンフィールド                        | | 磯部勉（ソフト版、テレビ朝日版） |
| 2008 | インディ・ジョーンズ/クリスタル・スカルの王国 Indiana Jones and the Kingdom of the Crystal Skull  | インディアナ・ジョーンズ                          | サターン主演男優賞ノミネート                                                                        | 内田直哉（劇場公開版） 村井國夫（日本テレビ版） |
| 2008 | Dalai Lama Renaissance                                                                            | ナレーター                                        | ドキュメンタリー                                                                                    | N/A |
| 2009 | 正義のゆくえ I.C.E.特別捜査官 Crossing Over                                                       | マックス・ブローガン捜査官                        | | 菅生隆之 |
| 2009 | ブルーノ Bruno                                                                                    | 本人                                              | ノンクレジット                                                                                      | 不明 |
| 2010 | 小さな命が呼ぶとき Extraordinary Measures                                                         | ロバート・ストーンヒル博士                        | 兼製作総指揮                                                                                        | 磯部勉 |
| 2010 | 恋とニュースのつくり方 Morning Glory                                                              | マイク・ポメロイ                                  | | 磯部勉 |
| 2011 | カウボーイ & エイリアン Cowboys & Aliens                                                          | ウッドロー・ダラーハイド大佐                      | | 磯部勉 |
| 2013 | 42 〜世界を変えた男〜 42                                                                          | ブランチ・リッキー                                | 勝部演之                                                                                            | |
| 2013 | パワー・ゲーム Paranoia                                                                           | オーガスティン・ゴダード                          | 村井國夫                                                                                            | |
| 2013 | エンダーのゲーム Ender's Game                                                                     | ハイラム・グラフ                                  | 磯部勉                                                                                              | |
| 2013 | 俺たちニュースキャスター 史上最低!?の視聴率バトルinニューヨーク Anchorman 2: The Legend Continues | マック・タネン                                    | 日本劇場未公開                                                                                      | （吹き替え版なし） |
| 2014 | エクスペンダブルズ3 ワールドミッション The Expendables 3                                          | マックス・ドラマー                                | | 村井國夫 |
| 2015 | アデライン、100年目の恋 The Age of Adaline                                                        | ウィリアム・ジョーンズ                            | 井上和彦                                                                                            | |
| 2015 | スター・ウォーズ/フォースの覚醒 Star Wars: The Force Awakens                                      | ハン・ソロ                                        | 磯部勉                                                                                              | |
| 2017 | ブレードランナー 2049 Blade Runner 2049                                                           | リック・デッカード                                | 磯部勉                                                                                              | |
| 2019 | ペット2 The Secret Life of Pets 2                                                                 | ルースター                                        | 声の出演                                                                                            | 内藤剛志 |
| 2019 | スター・ウォーズ/スカイウォーカーの夜明け Star Wars: The Rise Of Skywalker                        | ハン・ソロ                                        | ノンクレジット                                                                                      | 磯部勉 |
| 2020 | 野性の呼び声 The Call of the Wild                                                                 | ジョン・ソーントン                                | | 磯部勉 |
| 2023 | インディ・ジョーンズと運命のダイヤル Indiana Jones and the Dial of Destiny                        | インディアナ・ジョーンズ                          | 村井國夫                                                                                            | |
| 2025 | キャプテン・アメリカ:ブレイブ・ニュー・ワールド Captain America: Brave New World                  | サディアス・“サンダーボルト”・ロス / レッドハルク | 村井國夫                                                                                            | |

### テレビシリーズ
| 年    | 題名                                                                          | 役名                                      | 備考                                                                 | 吹替     |
| ----- | ----------------------------------------------------------------------------- | ----------------------------------------- | -------------------------------------------------------------------- | -------- |
| 1967  | バージニアン The Virginian                                                    | カレン・ティンダール 若い牛飼             | 計2話出演                                                            |          |
| 1967  | 鬼警部アイアンサイド Ironside                                                 | トム・ストウ                              | 第1シーズン第13話「The Past Is Prologue」                            |          |
| 1968  | モッズ特捜隊 The Mod Squad                                                    | ビーチパトロール警官                      | 第1シーズン第1話「The Teeth of the Barracuda」                       |          |
| 1969  | My Friend Tony                                                                |                                           | 第1シーズン第6話「The Hazing」                                       | N/A      |
| 1969  | FBIアメリカ連邦警察 The F.B.I.                                                | エベレット・ジャイルズ グレン・レバーソン | 計2話出演                                                            |          |
| 1969  | アメリカ式愛のテクニック Love, American Style                                 | ロジャー・クレイン                        | 第1シーズン第9話「Love and the Former Marriage」                     |          |
| 1971  | 警部ダン・オーガスト Dan August                                               | ヒューエット                              | 第1シーズン第22話「The Manufactured Man」                            |          |
| 1974  | 燃えよ! カンフー Kung Fu                                                      | ミスター・ハリソン                        | 第2シーズン第18話「鉄路に響く復讐の叫び」                            |          |
| 1993  | インディ・ジョーンズ/若き日の大冒険 The Young Indiana Jones Chronicles        | インディアナ・ジョーンズ（50歳）          | 第2シーズン第5話「Young Indiana Jones and the Mystery of the Blues」 |          |
| 2010  | SAVE THE FUTURE 生物多様性COP10スペシャル「ハリソン・フォードからの緊急提言」 | 本人                                      | 2010年10月11日にNHK総合テレビで放送 ビデオメッセージでの出演         | 玄田哲章 |
| 2022- | 1923                                                                          | ジェイコブ・ダットン                      | 計8話出演                                                            | 磯部勉   |
| 2023- | シュリンキング:悩めるセラピスト Shrinking                                     | ポール・ローズ医師                        | 計22話出演                                                           | 内田直哉 |

### CM
- キリンビール
  - 「キリンラガー」-伊東四朗、中山美穂、唐沢寿明らと共演[27]。
  - 「キリンビールのお中元」（1995年） - 吉永小百合と共演。
- ホンダ・レジェンド（第二世代）
- ツーカーホン関西
- ソニー・インタラクティブエンタテインメント
  - アンチャーテッド 砂漠に眠るアトランティス (PlayStation 3、2011年)
  - アンチャーテッド 地図なき冒険の始まり (PlayStation Vita、2011年)

## 日本語吹き替え
主に担当しているのは、以下の二人である。
村井國夫（ハリソン・フォード本人公認）
1985年10月4日に日本テレビの『金曜ロードショー』第1回作品『レイダース/失われたアーク《聖櫃》』および翌週10月11日放送の『スター・ウォーズ』の日本テレビ版で初担当。以降、『インディ・ジョーンズ シリーズ』や『スター・ウォーズシリーズ』をはじめとする日本テレビ制作のフォードの吹き替えを務めた。これらの村井＝フォードによる吹替版は「ダンディだが軽妙さのあるキャラクター」として視聴者に親しまれ、再放送を重ねる中で高い評価を得た 。また、1990年に発売された『インディ・ジョーンズ/最後の聖戦』以降はソフト版の吹き替えも担当するようになり、1980〜90年代におけるフォードの専属（フィックス）として定着した。
40年以上にわたる担当歴から、日本では「フォードの分身」と言われることもあり、その功績により第18回（2023年度）声優アワードでは外国映画・ドラマ賞を受賞した。
村井は「彼が芝居しているヒーローの魅力を壊さないようにしつつ、演じきれていない部分を助ける」という気持ちで吹き替えをしていたと述懐し、自身の骨格が比較的フォードと似ていたことや、フォード以外の俳優の吹き替えを殆ど行っていなかったことが村井=フォードのイメージの定着に一役買っていたのではないかと分析している。
特にインディアナ・ジョーンズ役に関してはパチンコ『CRFインディ・ジョーンズ』や東京ディズニーシー内のアトラクション『インディ・ジョーンズ・アドベンチャー：クリスタルスカルの魔宮』などでも起用されていたことから「耳馴染みのある村井國夫吹替」と評されるほど多くのファンから支持を集めるものとなっている。村井自身もインディのキャラクターを気に入っており、「若々しく、冒険心をいつまでも持っているので畏敬の念を感じる」と敬意を表しつつ、「飛行機に乗って落ちたりする面白さ、人間味などは、実際のフォードと共通しているのではないか」とその二面性の面白さについても言及した。
2000年代以降は担当機会が減ったが、2015年の『エクスペンダブルズ3 ワールドミッション』や『パワー・ゲーム』で再びフォードを吹き替え、『Are We Alone?　-宇宙に生命を求めて-』（2011年〜2012年、コスモプラネタリウム渋谷で投影）の日本語版では原語版でフォードが務めたナレーションも務めた。
2010年代にはシネフィルWOWOWやBSテレビ東京にて、村井を再起用して『インディ・ジョーンズ/クリスタル・スカルの王国』の新録をする企画があったものの、これまで実現には至っていなかったが、2023年に村井による新録版が『金曜ロードショー』で放送された。さらに同年公開のシリーズ完結作『インディ・ジョーンズと運命のダイヤル』でも吹替を務めることが発表され、SNS上でトレンドに上がるなど、大きな反響を呼んだ。なお、劇場公開版ではインディ役を担当するのはこの最終作が初であり、村井の再演によってファミリー層を含む幅広い観客が劇場に足を運び、初めて劇場で観たという世代からも絶賛の声が相次いだ。
村井は最終作での登板に関して以下のコメントを寄せている。
また、同年6月7日に行われた『運命のダイヤル』公開記念イベントでは、ファンの反響を知った村井は「またインディを演じることができて嬉しいです。やっぱりハリソン・フォード、インディは村井國夫が良いだろうと言ってくれてね」とファンに向けて感謝の言葉を述べた。
「村井國夫といえばハリソン・フォードの吹き替え」というイメージが浸透したことについては、自身の本業は舞台役者だと思っていたことから全く意識しておらず、『運命のダイヤル』でのインディの吹き替え復帰に歓迎の声が多く寄せられるなどの反響を目の当たりにした際は感無量であったと同時に、自身の吹き替え版で育った視聴者やフォード本人を含めた周囲に対しても感謝の言葉を述べている。
自身が担当していない作品では、『刑事ジョン・ブック 目撃者』と『42 〜世界を変えた男〜』でのフォードの芝居が特に気に入っているという。
その後、同年の7月5日に都内で行われた『運命のダイヤル』の公開記念舞台あいさつに登壇した村井は、「40年近く前からフォードの声を何本やっているかわからないです。長く続けると呼吸がわかるんです」と遠い距離がありながらも一心同体になっていることを明かしながら、「（ハリソン・フォードと）一緒に年を取ってきた。一緒にいろんな道を歩んでこられたのはとても幸せ」と語った。そんな中、同イベントではハリソン・フォード本人から村井へのサプライズメッセージが届き、以下の感謝のコメントが寄せられた。
これに村井は「突然のメッセージに感激しています。40年近いお付き合いで、僕もずっとお会いしたいと思っていたけれど、チャンスがありませんでした。でも本当にあなたと一緒にいろいろな作品ができて嬉しかった。スケールは違いますが、常に参考にしながら、何本も何本も、何回も何回も観て演技の勉強をさせていただきました。本当にありがとうございました」と感涙し、「本当に素晴らしい。もう感激で。いつまでも元気で、『インディ・ジョーンズ』は終わったとしても、また次の作品も僕が吹き替えをやらせていただきたい」と絆の深いハリソンに応える形で今後への意欲を見せた。その後も村井はフォードから貰ったメッセージについて「たとえ言わされているのだとしても、嬉しい」と喜びを語っており、声優アワード受賞式においても「あの言葉は思い出しても涙が出るくらいに嬉しかった。（中略）これからも頑張ってやっていきたいと思います。どうぞよろしくお願いします」とコメントを寄せている。
『インディ・ジョーンズ』完結後の2025年、「マーベル・シネマティック・ユニバース」（MCU）の34作品目となる『キャプテン・アメリカ:ブレイブ・ニュー・ワールド』でもフォードの吹き替えを担当し、次回作も吹き替えたいという村井の希望は実現した。村井自身、上述の『運命のダイヤル』でフォードとの縁が途絶えてしまう可能性を危惧していたことから「こういうふうに新しい作品をやることができて、それも元気なハリソンさんの姿を見て驚きました。とても今回の作品は意味深いものでした」と本作への登板への喜びを明かしている。
磯部勉
1990年9月30日にテレビ朝日の『日曜洋画劇場』で放送された『刑事ジョン・ブック 目撃者』（テレビ朝日版、DVD&Blu-rayに収録）で初担当。1991年3月16日発売の『スター・ウォーズ』のソフト版のハン・ソロ役を演じて以降は、村井と分け合う形でほとんどの作品で担当。フォード担当としては比較的後発の存在であったが、担当回数は最も多い。上述の村井＝フォードによる吹替版は「ダンディだが軽妙さのあるキャラクター」と評された一方で、磯部=フォードによる吹替版は「渋みの増したダンディ極まりないキャラクター」と評され、村井と並んでこちらも好評を博した。このことから、ファンからも「フォードのもう1人のフィックス」として認知されている。
当初は俳優としてのフォードの存在を全く認知していない状態でアフレコに臨んだといい、『スター・ウォーズ』での初担当時は『王子様と姫のお話』と聞き、その中で「アウトローっぽくてかっこいいなと思った。それほど目立ってたかな？」という印象をフォードに持っていたが「なんとか（フォードに）食い込んでやろうと頑張った」と述懐しており、同作の新シリーズの製作を聞いた時は「まず、ハリソン・フォードは出るのか？出たとしてどういう役割でどの程度活躍するんだろう？」と疑問に思ったものの「やはり、あの人らしい魅力で活躍しており、昔の記憶がまざまざと蘇って、ワクワクしました」と振り返っている。『スター・ウォーズ/フォースの覚醒』で30年ぶりにハン・ソロ役を演じた際には、「第一声が『我が家だ、チューバッカ』というセリフでしたが、ファルコン号の中も懐かしく、故郷に帰ってきたようでした」と久々の収録に臨んで感慨深かったと話している。
また、これまで担当した作品では、初担当作でもある『刑事ジョン・ブック 目撃者』が気に入っているという。
演出家の鍛治谷功からは「年齢を重ねた渋みと、変わらない若々しさを兼ね備えていらっしゃるので、常に映画の中心にデンと構えて観客の期待を一身に背負う、往年のスターの風格を感じるフォードの雰囲気にピッタリかと思います」と評されている。
上述の村井は劇団の先輩にあたり、『エクスペンダブルズ3 ワールドミッション』に自身の持ち役の一人であるメル・ギブソンの吹き替えで出演した際は村井演じるフォードと共演したが、収録時に村井から「何で俺を呼ぶんだ、お前（磯部）が一人で（メル・ギブソンもハリソン・フォードも）やればいいじゃないか」と冗談混じりに言われたというエピソードがある。また、村井もフォードの作品の中でも『刑事ジョン・ブック 目撃者』を気に入っているものの、同作の吹き替えを担当できなかったことが心残りであったことから、磯部が同作を吹き替えたと知った際には良い意味での悔しさとライバル意識を磯部に感じたと語っている。
『ブレードランナー』のリック・デッカード役は2011年の新録版（ザ・シネマ版、ファイナル・カット版を吹き替えたもの）を担当したのち、続編『ブレードランナー 2049』でも続投。本シリーズについて「よくぞ、（デッカードが）あの退廃した世界で生き残っていたなあと、感慨深かった。前作は、レプリカントが自分の寿命と人間の命を考える、不思議な感覚を与えてくれるラストでしたね」と一作目について語り、二作目について「今回も、誰がレプリカントで誰が人間なのか分かりません。一説によれば、デッカード自身もどちらか分からないらしいので、演じるのは難しかったです。デッカードは前作から、歳を重ねていますが、変わらないところは、彼はいつでもハリソン･フォードで、ハリソン･フォード以外の何者でもないですね。私は、デッカードとハン・ソロ両方演じていますが、あまりややこしく考えず、本人の置かれた状況と感じ方を私のほうで素直に捉えて、私なりの感覚で演じました」と述べている。
後年のインタビューで磯部は、「ハリソン・フォードだったらこの声というのはない」としつつも、多くの作品で吹き替えを務めていることから、現在では自身の持ち役の中でもメル・ギブソンと並び、フォードの吹き替えも芝居のリズムや呼吸が予測できるようになったといい、セリフを喋るトーンや間合いなども長年に渡って吹き替えている内に掴めるようになり、演じやすくなったと話している。
フォードの代表作の一つである『インディ・ジョーンズ シリーズ』のインディアナ・ジョーンズ役は2作目『インディ・ジョーンズ/魔宮の伝説』と3作目『インディ・ジョーンズ/最後の聖戦』のテレビ朝日『日曜洋画劇場』制作版のみの担当となっており、1作目にあたる『レイダース/失われたアーク《聖櫃》』を担当していないことがシリーズを三本続けてリピートする上での支障となっていることから同音源は放送が見送られる傾向にあり、現在では視聴が困難な代物となっている。
かつてユニバーサル・スタジオ・ジャパンに存在したアトラクション『E.T. アドベンチャー』のキューラインビデオでは『E.T.』映画本編のメイキング映像とともに「撮影後にカットされたシーン」を紹介しており、フォードは主人公エリオットの学校の校長先生役として登場しているものの、後ろ姿のみの出演で台詞は一言だけであった（生物の授業でのエリオットの行動を叱責し、未成年者の飲酒の危険性を警告する）にもかかわらず、磯部がフォードの声を務めている。これは演出家が「台詞は一言でも、やはりハリソン・フォードは磯部勉だろう」と考えたことによるものである。
また、2024年（令和6年）度前期放送のNHK「連続テレビ小説」第110作『虎に翼』に磯部がサプライズ出演した際には、これまでの磯部の実績も相まって「ハリソン・フォードが目に浮かぶ」などとネット上で話題を集めた。
このほかにも、堀勝之祐、菅生隆之、内田直哉、羽佐間道夫、津嘉山正種なども複数回、声を当てている。